# Maya Meschkuleit
Maya Meschkuleit (* 28. Juli 2001 in Vancouver, British Columbia) ist eine kanadische Ruderin, die im Achter olympisches Silber gewann.

## Sportliche Karriere
Meschkuleit studierte und ruderte an der Yale University. Außerhalb des Studiums lebt und trainiert sie in Mississauga, Ontario.
Maya Meschkuleit belegte bei den Junioren-Weltmeisterschaften 2018 den fünften Platz im Zweier ohne Steuerfrau. Bei den Junioren-Weltmeisterschaften 2019 wurde sei Vierte im Doppelvierer. 2022 wurde Meschkuleit zusammen mit Leia Till Vierte bei den U23-Weltmeisterschaften 2022. 2023 wechselte sie in den Vierer ohne Steuerfrau und belegte den fünften Platz bei den U23-Weltmeisterschaften 2023. Kurz darauf trat sie im Zweier zusammen mit Caileigh Filmer bei den Weltmeisterschaften 2023 in Belgrad an und wurde Sechste. 2024 wechselten die beiden in den Achter. Bei den Olympischen Spielen 2024 in Paris gewannen die Kanadierinnen die Silbermedaille mit viereinhalb Sekunden Rückstand auf die Rumäninnen und 0,67 Sekunden Vorsprung vor dem britischen Achter.